# Indian Premier League
Indian Premier League (IPL) – zawodowa liga krykietowa w Indiach rozgrywana w formie Twenty20.
Liga została założona w 2007 przez federację Board of Control for Cricket in India (BCCI). W 2010 IPL była pierwszą ligą na świecie, której mecze transmitowane były w serwisie YouTube. Spotkania rozgrywane są w kwietniu i maju. Głównym sponsorem IPL jest firma Vivo Electronics i z tego względu oficjalna nazwa ligi to Vivo Indian Premier League. W 2016 IPL była najchętniej oglądaną ligą krykieta na świecie. Średnia widzów na mecz wyniosła 31 750.
Spośród 13 zespołów, które uczestniczyły bądź uczestniczą w rozgrywkach, sześć zdobyło przynajmniej jeden tytuł. Są to Mumbai Indians, Chennai Super Kings, Kolkata Knight Riders, Rajasthan Royals, Deccan Chargers i Sunrisers Hyderabad, który zdobył mistrzostwo w 2016.